# Dịch vụ cho thuê sách truyện
Các thư viện đều cho quần chúng mượn sách và truyện suốt hàng nghìn năm nay. Những thư viện đầu tiên có niên đại khoảng năm 2600 TCN dưới nền văn minh của người Xu-me. Trong thời hiện đại thì việc cho mượn sách vô cùng phổ biến ở các thư viện công cộng. Về đại thể trên toàn thế giới thì các thư viện công cộng là các tổ chức phi lợi nhuận đưa ra dịch vụ cho mượn sách và truyện miễn phí dành cho khách quen của mình, và nói chung đều được cấp vốn thông qua tiền thuế và tiền quyên góp ủng hộ hoặc do nhà nước tài trợ. Các thư viện công luôn mở cửa cho toàn thể công chúng và được điều hành bởi các công chức, viên chức hoặc những tình nguyện viên. Một vài trong số các thư viện lớn nhất trên thế giới bao gồm Thư viện Quốc hội Hoa Kỳ, Thư viện Quốc gia Pháp, Thư viện Anh và Thư viện Nhà nước Nga với hàng triệu đầu sách trong danh mục của họ. Bên cạnh các thư viện công thì các thư viện tư (bao gồm cả những cửa hàng cho thuê sách truyện) cũng cung cấp dịch vụ cho mượn sách và truyện, thường được điều hành bởi các cá nhân, hiệp hội hay các tổ chức đoàn thể và trường đại học. Thư viện tư nhân thường yêu cầu tiền thuê đọc định kỳ hoặc đăng ký làm thành viên của thư viện (trả phí hoặc không trả phí) cũng như cung cấp các dịch vụ đặc biệt dành cho tổ chức, khu vực hoặc trường đại học. Ở Việt Nam, mô hình thư viện tư nhân và thư viện cộng đồng là những dịch vụ có sự phát triển bước đầu trong thời gian gần đây, thường được gắn liền bên trong các tổ chức kinh doanh hoặc các cá nhân đứng ra kêu gọi quyên góp sách báo, tạp chí, truyện đọc nhằm phục vụ miễn phí cho nhu cầu đọc sách của cộng đồng.